# こころのフフフ
『こころのフフフ』は、2021年にWOWOWプライムにて放送・WOWOWオンデマンドにて配信されたテレビドラマ。原案は田丸雅智。田牧そらが主演。山﨑天と大西利空が同級生役で出演。2021年7月17日にWOWOWオンデマンドにて配信。2021年8月15日にWOWOWプライムにて放送。

## 概要
田丸雅智のショートショート原案をもとに企画されたWOWOWオリジナルのショートドラマ。田牧そらが主演を務め、山﨑天、大西利空らが同級生役で出演。
放送話数は全9話。2021年7月17日にWOWOWオンデマンドにて、全9話が一挙配信。2021年8月15日にWOWOWプライムにて、全9話が一挙放送。
2021年5月12日、ドラマ放送決定と山﨑天、田牧そら、大西利空の出演が発表。2021年6月16日、クラスメイト役として、ゆな、三原羽衣、尾碕真花、糸瀬七葉、丈太郎、下川恭平、笠井悠聖、酒井唯菜、東子、角心菜、五島月、松澤可苑、須山りく、成田紗良、長谷川寛太、田代輝、水月梓温、近藤くれは、沖埜桃美、上村萌衣、八田大翔、タフブレット聖也、三澤拓冬、朝日琢磨、内藤夏輝、北原十希明の出演が発表。2021年7月1日、メインビジュアルが解禁され、主題歌がVaundy「世界の秘密」に決定。2021年7月17日、ゲストとして、菊池亜希子、TAIGA、杉野遥亮、DJ KOO、白石加代子、YOU、矢部太郎、壇蜜、TAKAHIRO、片桐仁、大倉空人、冨永愛、後藤淳平、ハリウッドザコシショウの出演が発表。

## あらすじ
世の中のことをよく知らない奥野こころ（田牧そら）は、高校生活で次々と不思議な出来事に遭遇する。9つの不思議な世界に足を踏み入れていくマイペースなこころを、親友・鳥居あすか（山﨑天）は優しく見守る。内気な性格だったこころは、不思議でちょっとおかしな出来事を経験することで、世界にはまだ知らないことがたくさんあることに気づいていく。

## 登場人物
奥野こころ
演 - 田牧そら
円山高校1年生。のんびり屋の両親に育てられ、同年代の子たち比べ世界をまだ全然知らない。キラキラした未知の世界に触れ、内気な性格が少しずつ変わっていく。
鳥居あすか
演 - 山﨑天
円山高校1年生。こころの親友。優しくこころを見守る、しっかりものの優等生。
瀬川小太郎
演 - 大西利空
円山高校1年生。純粋で可愛らしい一面を持つこころの幼馴染み。
奥野花
演 - 菊池亜希子
こころの母。
奥野純
演 - TAIGA
こころの父。
狩須昌人
演 - 杉野遥亮
袖師。
戸堂風健
演 - DJ KOO
なまリップ屋の店主。
高梨タエ
演 - 白石加代子
駄菓子屋ジビキのおばあちゃん。
芦本たま子
演 - YOU
紺ソ農家。
八代会人
演 - 矢部太郎
社会の先生。
内治景子
演 - 壇蜜
保健室の先生。
幸田邦彦
演 - TAKAHIRO
数学の先生。
時司
演 - 片桐仁
公園の管理人。
川口誠吾
演 - 大倉空人
高校三年生。
小路麗子
演 - 冨永愛
女子語の先生。
国元賢語
演 - 後藤淳平
担任の先生。
青井春堂
演 - ハリウッドザコシショウ
僧侶。
1年1組クラスメイト
演 -
ゆな
三原羽衣
尾碕真花
糸瀬七葉
丈太郎
下川恭平
笠井悠聖
酒井唯菜
東子
角心菜
五島月
松澤可苑
須山りく
成田紗良
長谷川寛太
田代輝
水月梓温
近藤くれは
沖埜桃美
上村萌衣
八田大翔
タフブレット聖也
三澤拓冬
朝日琢磨
内藤夏輝
北原十希明

## スタッフ
- 企画：亀山公亮[1]、千原秀介（AOI Pro.）[1]
- 原案：田丸雅智[1]
- 脚本：吹上よう[1]
- 監督：村尾嘉昭[1]
- 音楽：遠藤浩二[1]
- プロデューサー：大木綾子[1]、大高さえ子[1]
- 制作協力：TBSスパークル[1]
- 製作：WOWOW[1]